# Felde (Riede)
Felde è una frazione (Ortsteil) del comune di Riede, nel land della Bassa Sassonia, in Germania.

## Storia
Già comune autonomo nel circondario della contea di Hoya, fu soppresso e incorporato a Riede il 1º luglio 1972.